# Bilíkova chata
Die Bilíkova chata (kurz Bilíčka, deutsch Bilík-Hütte) ist eine Berghütte in der slowakischen Hohen Tatra. Sie liegt unweit des Erholungsorts und Wintersportgebiets Hrebienok auf dem sogenannten Kancel (deutsch Kanzel) auf einer Höhe von 1255 m n.m.. 

## Geschichte

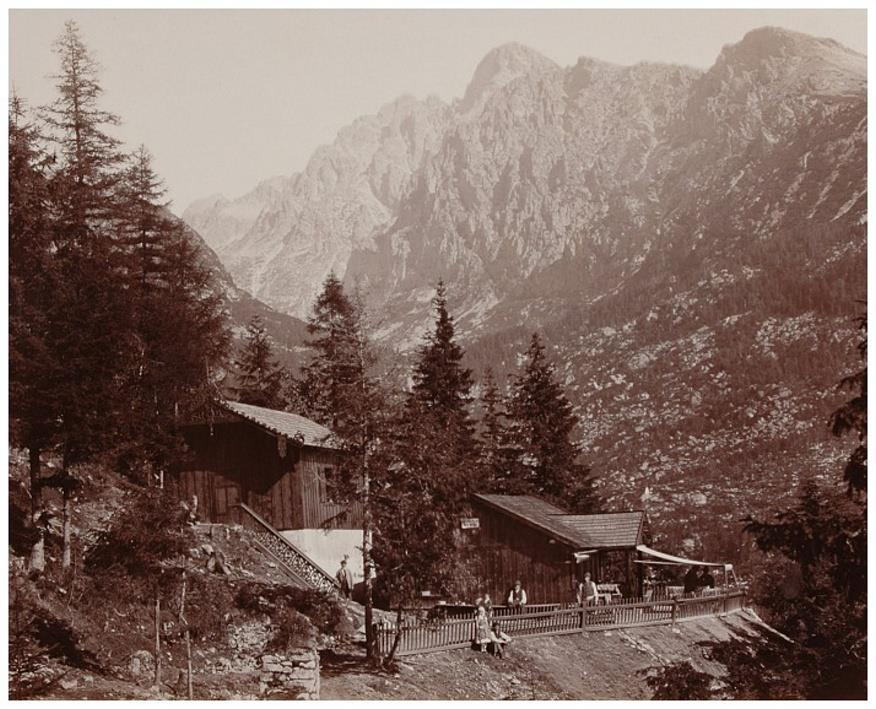
Die Rosahütte

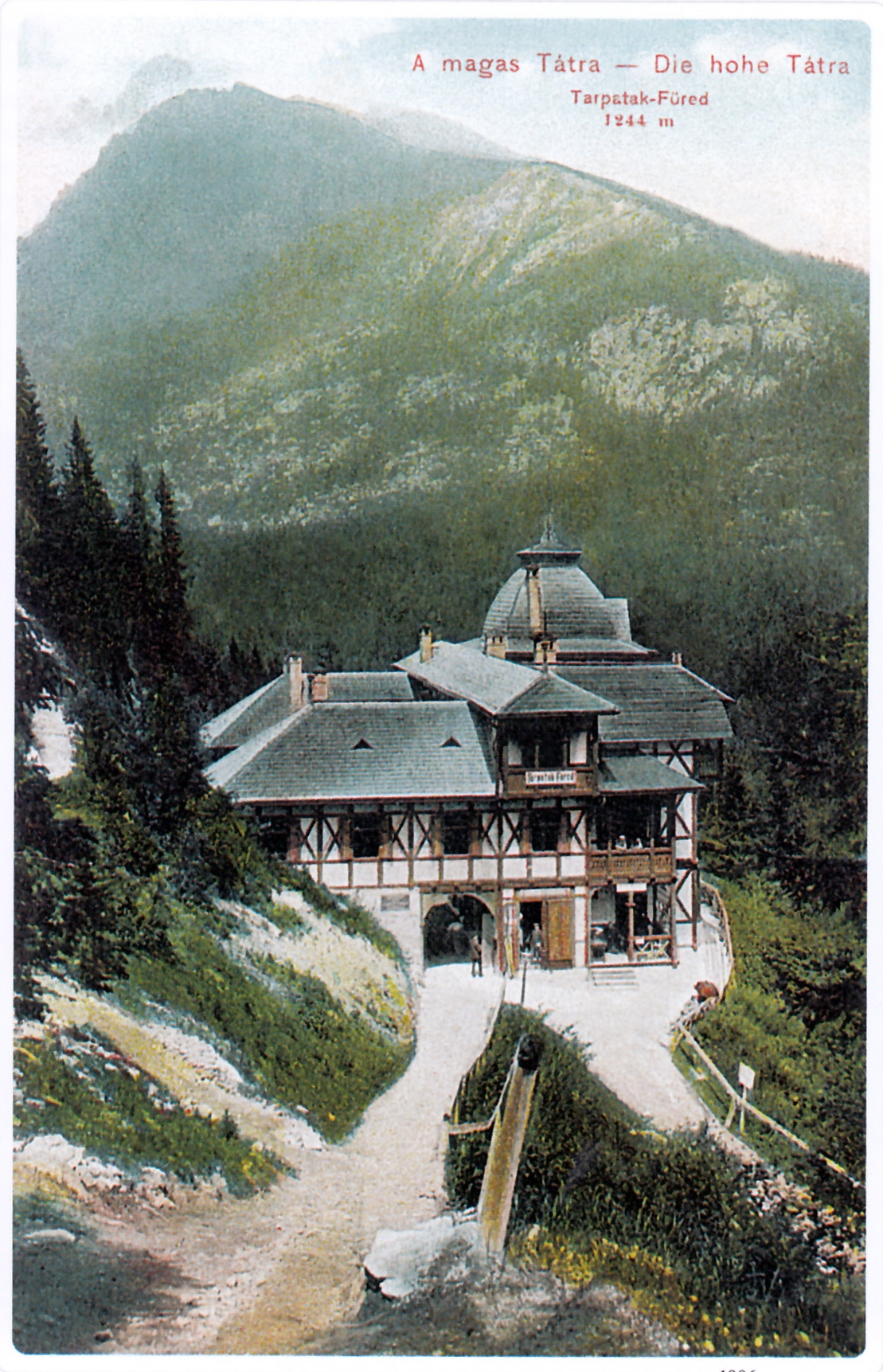
Das Rosa-Hotel als Teil des Wildbads Kohlbach, 1908

Die Gegend rund um Hrebienok war bereits im frühen 19. Jahrhundert ein populäres Ziel der Schmeckser Kurgäste, auch wenn sie lediglich durch Saumpfade erschlossen war. Einer der ersten Beschlüsse des 1873 gegründeten Ungarischen Karpathenvereins war die Errichtung einer Schutzhütte. Für den Bau fehlte dem Verein das Geld, doch durch die Unterstützung von verschiedenen Mäzenen konnte der KV die neue Hütte am 1. August 1875 eröffnen. Sie erhielt den Namen Rosahütte (ungarisch Róza-menedékház, slowakisch Ruženina chata) nach der damals populären, aus der Zips stammenden ungarischen Sängerin Rosa Gräfl-Györffy, die einen namhaften Ertrag aus einer Kunsttournee spendete. An der kleinen Holzhütte mit einigen Räumen wurde im Äußeren ein Holzrelief einer rosafarbenen Rose angebracht, auch dank dieser Dekoration sprachen die Touristen irrtümlich von der Rosenhütte (ungarisch Rózsa-menedékház, slowakisch Ružová chata).
Neben der Hütte entstand 1884 das zweigeschossige Hotel Kohlbach, das zum Kern des Wildbads Kohlbach wurde. Die Hütte war danach eine Notunterkunft, später Lager und Stall, bevor ein Feuer sie im Jahr 1893 zerstörte. Anstelle der Hütte baute man 1894 das ebenfalls zum Wildbad Kohlbach gehörende Hotel Zips (auch Rosa-Hotel genannt), bevor der ganze Badekomplex in der Nacht des 18. Februar 1927 niederbrannte. Noch im selben Jahr erwarb der Georgenberger Arzt Michael Guhr das Grundstück des abgebrannten Bades von der Georgenberger Förstergesellschaft und schenkte es dem Karpathenverein, der hier 1933–34 die zweigeschossige Dr.-Guhr-Hütte (slowakisch Guhrova chata) errichtete, mit der Eröffnung am 22. Dezember 1934. Dieser Neubau wurde schon 1936 erweitert und nach dem Zweiten Weltkrieg um eine touristische Herberge erweitert. 1946 erhielt die Hütte den heute gültigen Namen Bilíkova chata nach dem slowakischen Skifahrer, Angehörigen der Finanzwache in Horný Smokovec und Widerstandskämpfer Pavol Bilík, der von den Wehrmachttruppen als Teilnehmer des Slowakischen Nationalaufstandes verhaftet und am 7. September 1944 in Kežmarok hingerichtet wurde.

## Tourismus
Die Bilíkova chata liegt nahe dem rot markierten Wanderweg Tatranská magistrála im Teil von Hrebienok zum Skalnaté pleso, des Weiteren verläuft ein grün markierter Wanderweg von Starý Smokovec und Hrebienok heraus und weiter zum Abzweig Vodopády Studeného potoka. Erreichbar ist die Hütte auch von Tatranská Lesná aus über einen gelb markierten Wanderweg zum Abzweig Nad Dlhým vodopádom und von dort über den grünen Weg.